# 풍화륜

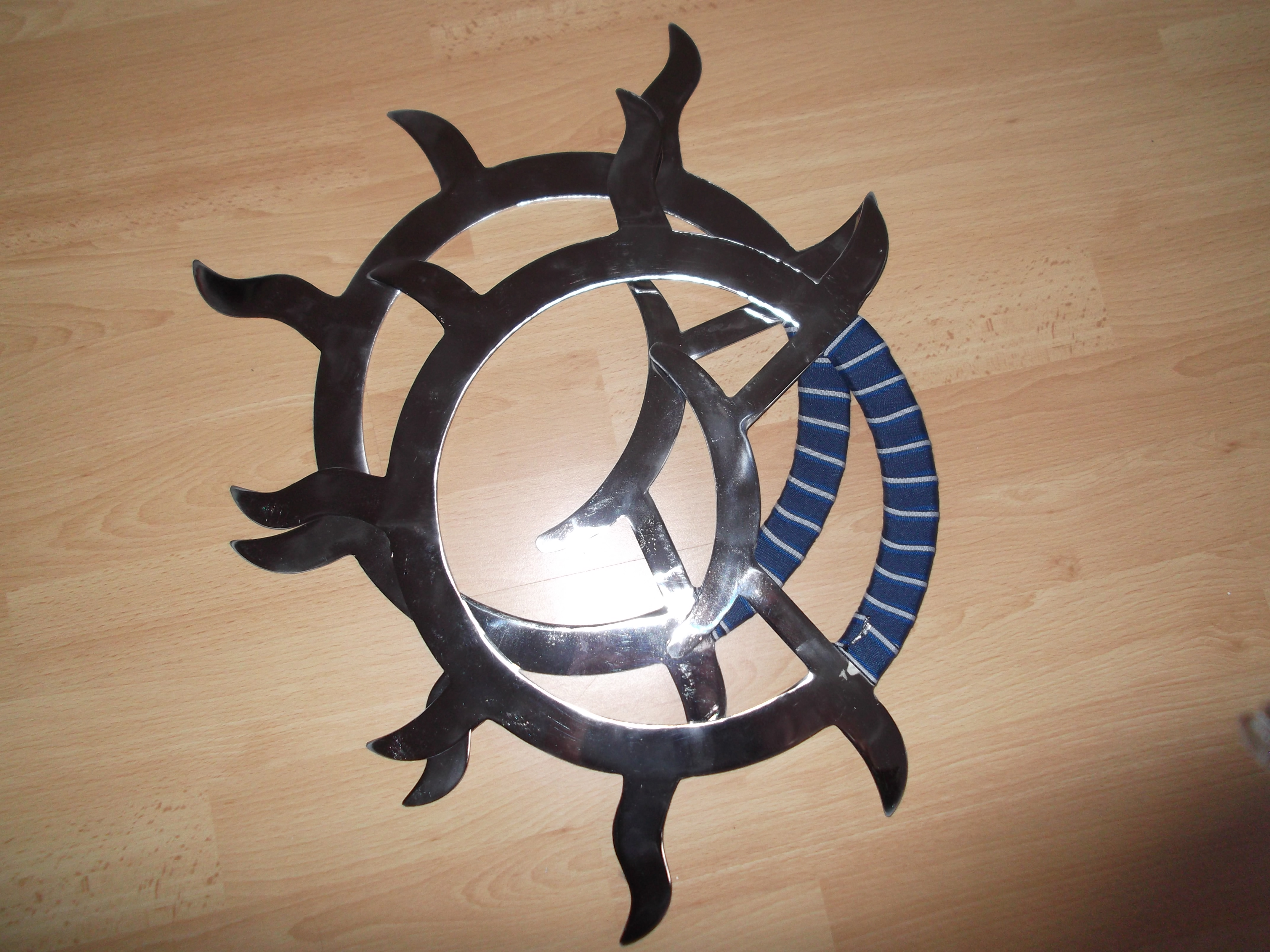
풍화륜

풍화륜(風火輪)은 중국의 무기 중 하나로, 팔괘장(八卦掌)이나 태극권(太極拳) 등 여러 무술 분야에서 사용된다.
금속으로 만들어진 두 개의 고리로 이루어져 있으며, 개당 약 15 인치(약 38 센티미터)의 되어 있다. 한 쪽 부분에는 잡을 수 있도록 손잡이가 있으며, 나머지 부분에는 불꽃 모양의 날이 붙어 있다. 사용자는 상대를 베거나 찌르거나 상대의 공격을 쳐내는 등 다양한 공격을 할 수 있다.
《봉신연의》에서는 태을진인(太乙眞人)이 나타(哪吒)에게 준 보패(寶貝) 중 하나로 등장하며, 탈것의 일종으로 활용된다.

## 같이 보기
- 무술 무기 목록
- 차크람
- 수리검